# Dubravka Đedović
Dubravka Đedović Handanović, cyr. Дубравка Ђедовић Хандановић (ur. 6 listopada 1978 w Belgradzie) – serbska ekonomistka i finansistka związana z Europejskim Bankiem Inwestycyjnym, od 2022 minister górnictwa i energii.

## Życiorys
Ukończyła szkołę średnią w stołecznej dzielnicy Braće Jerković, a następnie studia na wydziale ekonomicznym Uniwersytetu w Belgradzie. Uzyskała magisterium na Uniwersytecie Bocconiego oraz UCLA Anderson School of Management. Pracowała jako producentka telewizyjna w CNN International, zajmowała się relacjami z wojny w Afganistanie. Została wyróżniona przez amerykańską organizację branżową NATAS. Później zawodowo związana z Europejskim Bankiem Inwestycyjnym, zajmowała się m.in. projektami z zakresu partnerstwa publiczno-prywatnego. W latach 2016–2021 kierowała regionalnym przedstawicielstwem EBI na Bałkany Zachodnie. W 2021 dołączyła do zarządu banku NLB Komercijalna banka, odpowiadając w nim za klientów biznesowych i bankowość inwestycyjną.
W październiku 2022 dołączyła do powołanego wówczas trzeciego rządu Any Brnabić, obejmując w nim stanowisko ministra górnictwa i energii. Pozostała na tej funkcji również w utworzonym w maju 2024 gabinecie Miloša Vučevicia oraz w powołanym w kwietniu 2025 rządzie Đura Macuta.